# A Kanári-szigetek zászlaja
A Kanári-szigetek zászlaja három függőleges sávból áll. A bal oldali fehér a Tenerife szigetén magasodó Pico de Teide vulkán csúcsát borító havat jelképezi, a középső kék a tengert, a jobb oldali sárga pedig a Napot.
A trikolór gyökerei az 1960-as évek Canaria Libre mozgalomig nyúlnak vissza. Carmen Sarmiento és fiai, Arturo és Jesus Cantero Sarmineto tervezte. Papíron 1961. szeptember 8-án mutatták be először. Santa Cruz de Tenerife tartomány kék-fehér színeihez adja hozzá a másik kanári-szigeteki tartomány, Las Palmas kék-sárga színét.